# 33 Baza Lotnicza
33 Baza Lotnicza – baza lotnicza Sił Powietrznych funkcjonująca w Powidzu w latach 2000–2010. JW 3293.

## Historia
Baza powstała 1 stycznia 2000 roku na bazie rozformowanego 7 Pułku Lotnictwa Bombowo-Rozpoznawczego jako 21 Baza Lotnicza. 1 stycznia 2002 roku przemianowano ją w 33 Bazę Lotniczą.
W początkowym okresie 33 Baza Lotnicza zabezpieczała loty 7 Eskadry Lotnictwa Taktycznego, jednakże na przełomie 2007 i 2008 roku eskadra została przebazowana do Świdwina (21 Baza Lotnicza). 33 Baza Lotnicza została natomiast przeznaczona do zabezpieczenia działań 14 Eskadry Lotnictwa Transportowego powstałej w roku 2007. Eskadra została wyposażona w nowo zakupione samoloty C-130E Herkules.
W maju 2001 roku bazie nadano sztandar. Święto jednostki obchodzono 18 maja, ustanowiono je decyzją ministra ON nr 211/MON z 15 lipca 2005 roku.
Bazę rozformowano 30 czerwca 2010 roku. Na jej bazie 1 lipca 2010 roku powstała 33 Baza Lotnictwa Transportowego.

## Dowódcy
- płk dr pil. Leszek Cwojdziński (od sformowania – grudzień 2001) (21 Baza Lotnicza)
- ppłk dypl. pil. Sławomir Kałuziński (grudzień 2001 – luty 2004)
- płk mgr inż. Ryszard Tomaska (luty 2004 – wrzesień 2005)
- płk dypl. pil. Tadeusz Mikutel (październik 2005 – maj 2007)
- p.o. ppłk mgr inż. Dariusz Rajzer (maj 2007 – lipiec 2007)
- płk dypl. pil. Lesław Dubaj (lipiec 2007 – 1 czerwca 2010)
- płk dypl. pil. Maciej Trelka (1 czerwca 2010 – do rozformowania)